# 튜피크 잘랍

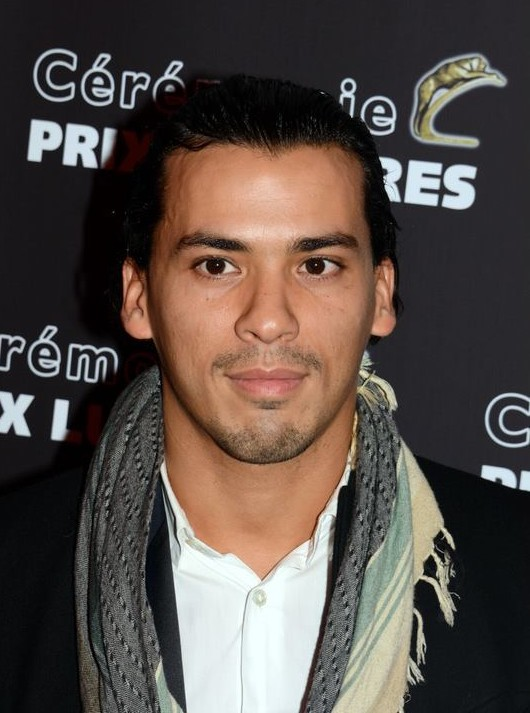

튜피크 잘랍(Tewfik Jallab, 1982년 1월 9일 ~ )은 프랑스의 배우, 텔레비전 배우이다.
파리에서 태어났다.

## 영화
- 롤라 페테르 (2017년)
- 부르고뉴, 와인에서 찾은 인생 (2017년) - 마루안 역
- 아웃사이더 (2016년)
- 패스트 콘보이 (2016년)
- 홈랜드 (2013년)
- 킬러 키드 (1994년)